# Norwegian Aqua
Die Norwegian Aqua ist ein 2025 in Dienst gestelltes Kreuzfahrtschiff der Norwegian Cruise Line (NCL). Als dritte Einheit der Leonardo-Klasse und erstes Schiff der zugehörigen Prima-Plus-Klasse ist sie größer als ihre Schwesterschiffe Norwegian Prima und Norwegian Viva.

## Geschichte
Das Schiff wurde im Februar 2017 gemeinsam mit den drei weiteren der ersten vier Schiffe der Klasse bei der italienischen Fincantieri-Werft bestellt. Anfang November 2023 gab NCL den Namen des Schiffes bekannt. Mit dem Stapellauf beim Verlassen des Trockendocks Ende April 2024 wurden die Außenarbeiten an der Norwegian Aqua abgeschlossen.
Am 13. März 2025 lieferte die Werft das Schiff an NCL ab. Die Jungfernfahrt des Schiffes fand mit 2.000 eingeladenen Passagieren ab dem 24. März von Lissabon nach Southampton statt, anschließend überquerte es den Atlantik. Am 13. April wurde die Norwegian Aqua in Miami durch den US-amerikanischen Schauspieler Eric Stonestreet getauft. In der Sommersaison wird sie für Kreuzfahrten in der Karibik ab Fort Lauderdale eingesetzt.

## Ausstattung
Das Schiff ist 322 Meter lang, 41 Meter breit und mit 154.140 BRZ vermessen, womit es die Schiffe der vorhergehenden Prima-Klasse leicht übertrifft. Die Kapazität beträgt in der Standardbelegung der Kabinen 3571 bei 1597 Besatzungsmitgliedern.
Die Rumpfbemalung wurde von der amerikanisch-philippinischen Graffitikünstlerin Allison Hueman entworfen.
Das Schiff verfügt über 14 Restaurants, davon acht aufpreispflichtige Spezialitätenrestaurants, und neun Bars, unter anderem eine Starbucks-Filiale. Neben einem Theater für Shows, einem Casino, einem Spa- und Wellnessbereich, einem Skywalk und der Trockenrutsche The Drop existiert mit dem Aqua Slidecoaster eine Kombination aus Achterbahn und Wasserrutsche, gebaut vom deutschen Hersteller Wiegand Waterrides.